# دریل مک‌کورمک
دریل مک‌کورمک (انگلیسی: Daryl McCormack؛ زادهٔ ۲۲ ژانویه ۱۹۹۳) بازیگر ایرلندی است. او در کنسرواتوار موسیقی و تئاتر مؤسسه فناوری دوبلین و مدرسه بازیگری گِیتی آموزش دیده است. مک‌کورمک فعالیت حرفه‌ای خود را با ایفای نقش در مجموعهٔ تلویزیونی فِر سیتی (۲۰۱۵–۲۰۱۶) آغاز کرد. او با بازی در مجموعه بی‌بی‌سی پیکی بلایندرز (۲۰۱۹–۲۰۲۲)، فیلم پیکسی (۲۰۲۰) و مجموعه خواهران بد (۲۰۲۲) محصول اپل تی‌وی پلاس، به شهرت بیشتری دست یافت. نقش‌آفرینی او در نقش اصلی فیلم کمدی درام بهت موفق باشی، لئو گرانده (۲۰۲۲) نامزدی جایزه بفتا برای بهترین بازیگر نقش اول مرد را برایش به ارمغان آورد. در سال ۲۰۲۳، او برندهٔ جایزه شوپارد از جشنواره فیلم کن شد.

## اوایل زندگی و تحصیلات
دریل مک‌کورمک در ۲۲ ژانویه ۱۹۹۳ در نینا، شهرستان تیپراری، ایرلند به دنیا آمد. او فرزند ترزا مک‌کورمک، مادر ایرلندی، و آلفرد توماس، پدر آفریقایی-آمریکایی اهل بالتیمور، ایالات متحده است. وی دارای تابعیت دوگانهٔ ایرلندی و آمریکایی است. والدینش در سال ۱۹۹۲ در کالیفرنیا با یکدیگر آشنا شدند. مادرش پس از باردار شدن به ایرلند بازگشت و مک‌کورمک را در نینا بزرگ کرد. او رابطهٔ خوبی با خانوادهٔ پدری‌اش دارد، به‌ویژه با پدربزرگش پرسی توماس که اغلب برای مک‌کورمک به ایرلند سفر می‌کرد و او را با خود به تئاتر می‌بُرد.
مک‌کورمک در مدارس گِیل‌اسکول آوناخ اورومهون و دبیرستان سنت جوزف سی‌بی‌اس تحصیل کرد. او در دوران مدرسه بسکتبال بازی می‌کرد و عضو انجمن کُر بود. در ادامه وارد مدرسه بازیگری گِیتی و سپس کنسرواتوار موسیقی و تئاتر مؤسسه فناوری دوبلین (که اکنون بخشی از دانشگاه فناوری دوبلین است) شد و در سال ۲۰۱۴ با مدرک کارشناسی در رشتهٔ نمایش‌نامه از این مؤسسه فارغ‌التحصیل شد.